# جوناثان أوغوستينسون
جوناثان أوغوستينسون (بالسويدية: Jonathan Augustinsson)‏ هو لاعب كرة قدم سويدي في مركز الدفاع، ولد في 30 مارس 1996 في ستوكهولم في السويد. لعب مع نادي برومابويكارنا ونادي روسنبورغ ونادي يورغوردينس.

## وصلات خارجية
- جوناثان أوغوستينسون على موقع اتحاد النرويج (النرويجية)
- جوناثان أوغوستينسون على موقع اتحاد السويد (السويدية)
- جوناثان أوغوستينسون على موقع قاعدة بيانات كرة القدم.إي يو (الإنجليزية)
- جوناثان أوغوستينسون على موقع ناشيونال فوتبول تيمز (الإنجليزية)
- جوناثان أوغوستينسون على موقع Soccerway.com (الإنجليزية)
- جوناثان أوغوستينسون على موقع عالم كرة القدم.نت (الإنجليزية)